# 午前零時の岡村隆史
『午前零時の岡村隆史』（ごぜんれいじのおかむらたかし）は、TBSテレビおよび系列局16局で2013年11月6日から2014年4月2日まで放送されていたバラエティ番組である。

## 概要
岡村隆史（ナインティナイン）の単独出演による冠番組で、TBSへの入社が10年目以下のディレクターが週替わりで企画を担当。企画に応じて、ゲストMCを迎える。また、放送上は「岡村が岡村会を主宰している」という設定の下に、ゲストMCやロケVTRへの出演者を「岡村会（のメンバー）」として紹介している。
放送内容は、岡村などが身体を張ったロケ企画やスタジオでのトークショーなど、担当するディレクターによって異なる（詳細は#放送リストを参照）。放送時間もネット局によって若干異なるが、事実上「午前1時」台に本編を放送する毎日放送（番組表上の放送開始時間は0:59）以外の局は、番組のタイトルに沿って「午前零時」（0時）台に本編の放送枠を確保している。

## 司会
- 岡村隆史

## 放送リスト
2013年
| 回 | 放送日   | 内容 | ゲストMC | ゲスト                                           |
| -- | -------- | --- | -------- | ------------------------------------------------ |
| 1  | 11月6日  | 岡村と99人の仲間たち・前編 「岡村と99人の仲間たちで東京都内で1日お金拾いをしたら、いくら集める事ができるのか?」                           | 吉田明世 | 川口春奈                                         |
| 2  | 11月13日 | 岡村と99人の仲間たち・後編 「岡村と99人の仲間たちでフルマラソンに挑戦したら世界記録を塗り替えられるのか?」 「岡村と99人で黒ひげ危機一髪」 | 吉田明世 | 川口春奈                                         |
| 3  | 11月20日 | 猿しか見ないVTR・前編 「医療関係者しか見ないVTR」 「接客業の人しか見ないVTR」                                                             | 高橋真麻 | 川合俊一 ホラン千秋 鈴木亮平 ふかわりょう hitomi |
| 4  | 11月27日 | 猿しか見ないVTR・後編 「ハゲしか見ないVTR」 「ビジネスマンしか見ないVTR」 「お金持ちしか見ないVTR」                                       | 高橋真麻 | なし                                             |
| 5  | 12月4日  | 岡活・前編 「ガサ活」 「ゾン活」 | なし     | なし                                             |
| 6  | 12月11日 | 岡活・後編 「辛活」 「こちょ活」 「涙活」                                                                                                 | なし     | なし                                             |

2014年
| 回 | 放送日  | 内容                                              | ゲストMC               | ゲスト                                                                                       |
| -- | ------- | ------------------------------------------------- | ---------------------- | -------------------------------------------------------------------------------------------- |
| 7  | 1月15日 | 岡村隆史とひく女教師・前編                        | 大島美幸               | 藤田紀子 ケンドーコバヤシ 中岡創一（ロッチ） 高橋茂雄（サバンナ）                            |
| 8  | 1月22日 | 岡村隆史とひく女教師・後編                        | 大島美幸               | 山本彩 藤田紀子 ケンドーコバヤシ 中岡創一（ロッチ） 高橋茂雄（サバンナ）                     |
| 9  | 1月29日 | 99岡村と99位さん・前編                            | 豊田綾乃               | 福原遥 竹達彩奈 misono 仙石みなみ                                                            |
| 10 | 2月5日  | 99岡村と99位さん・後編                            | 豊田綾乃               | 八代亜紀 彦摩呂 末吉くん じゃい                                                              |
| 11 | 2月12日 | 岡村日本ツーリスト・前編                          | なし                   | なし                                                                                         |
| 12 | 2月19日 | 岡村日本ツーリスト・後編                          | なし                   | なし                                                                                         |
| 13 | 2月26日 | 潜入!話イドレポート・前編                         | 吉田明世               | カンニング竹山 小島慶子 博多大吉 千鳥 コラアゲンはいごうまん 入江慎也（カラテカ） おのののか |
| 14 | 3月5日  | 潜入!話イドレポート・後編                         | 吉田明世               | ふなっしー カンニング竹山 小島慶子 博多大吉 千鳥 コラアゲンはいごうまん 入江慎也 おのののか  |
| 15 | 3月12日 | 継続賞賛バラエティ『ルート99』・前編              | 若林正恭（オードリー） | 黒柳徹子 勝俣州和 ほか                                                                       |
| 16 | 3月19日 | 継続賞賛バラエティ『ルート99』・後編              | 若林正恭（オードリー） |                                                                                              |
| 17 | 3月26日 | 岡村のテンションが上がった名場面・1時間スペシャル | なし                   | なし                                                                                         |
| 18 | 4月2日  | 最終回・『イマシカツアー』1時間15分スペシャル     | 南沢奈央               | 天野ひろゆき（キャイ〜ン） 鈴木奈々 デヴィ・スカルノ ねづっち                                |

## ネット局
| 放送対象地域   | 放送局                    | 系列    | 放送期間                       | 放送日時                     | 遅れ       |
| -------------- | ------------------------- | ------- | ------------------------------ | ---------------------------- | ---------- |
| 関東広域圏     | TBSテレビ（TBS）          | TBS系列 | 2013年11月6日 - 2014年4月2日   | 水曜 23:58 - 翌0:28          | 製作局     |
| 宮城県         | 東北放送（TBC）           | TBS系列 | 2013年11月6日 - 2014年4月2日   | 水曜 23:58 - 翌0:28          | 同時ネット |
| 山形県         | テレビユー山形（TUY）     | TBS系列 | 2013年11月6日 - 2014年4月2日   | 水曜 23:58 - 翌0:28          | 同時ネット |
| 福島県         | テレビユー福島（TUF）     | TBS系列 | 2013年11月6日 - 2014年4月2日   | 水曜 23:58 - 翌0:28          | 同時ネット |
| 静岡県         | 静岡放送（SBS）           | TBS系列 | 2013年11月6日 - 2014年4月2日   | 水曜 23:58 - 翌0:28          | 同時ネット |
| 石川県         | 北陸放送（MRO）           | TBS系列 | 2013年11月6日 - 2014年4月2日   | 水曜 23:58 - 翌0:28          | 同時ネット |
| 愛媛県         | あいテレビ（ITV）         | TBS系列 | 2013年11月6日 - 2014年4月2日   | 水曜 23:58 - 翌0:28          | 同時ネット |
| 長崎県         | 長崎放送（NBC）           | TBS系列 | 2013年11月6日 - 2014年4月2日   | 水曜 23:58 - 翌0:28          | 同時ネット |
| 北海道         | 北海道放送（HBC）         | TBS系列 | 2013年11月11日 - 2014年4月15日 | 火曜 23:58 - 翌0:28          | 20日遅れ   |
| 岡山県・香川県 | 山陽放送（RSK）           | TBS系列 | 2013年11月13日 - 2014年4月9日  | 水曜 23:58 - 翌0:28          | 7日遅れ    |
| 中京広域圏     | CBCテレビ（CBC）          | TBS系列 | 2013年11月14日 - 2014年4月17日 | 木曜 0:33 - 1:02（水曜深夜） | 14日遅れ   |
| 福岡県         | RKB毎日放送（RKB）        | TBS系列 | 2013年11月20日 - 2014年4月16日 | 水曜 0:28 - 0:58（火曜深夜） | 20日遅れ   |
| 鹿児島県       | 南日本放送（MBC）         | TBS系列 | 2013年11月22日 - 2014年4月25日 | 金曜 0:05 - 0:35（木曜深夜） | 15日遅れ   |
| 富山県         | チューリップテレビ（TUT） | TBS系列 | 2013年12月4日 - 2014年3月19日  | 不定                         | 不定       |
| 近畿広域圏     | 毎日放送（MBS）           | TBS系列 | 2013年12月7日 - 2014年5月3日   | 土曜 0:59 - 1:29（金曜深夜） | 30日遅れ   |
| 鳥取県・島根県 | 山陰放送（BSS）           | TBS系列 | 2014年1月6日 - 2014年4月2日    | 月曜 23:57 - 翌0:27          | 40日遅れ   |
| 広島県         | 中国放送（RCC）           | TBS系列 | 2014年1月8日 - 2014年5月21日   | 水曜 23:58 - 翌0:28          | 35日遅れ   |

## スタッフ
- ナレーション：あおい洋一郎、大平透、犬山イヌコ、山田真一、真地勇志、豊嶋真千子、ルーシー・ケント、吉田鋼太郎、よのひかり、桐谷蝶々、よしいよしこ、千葉聡司、野田圭一（週替わり）
- MP：小谷和彦（小谷→途中から）
- 構成：成瀬正人、はしもとこうじ、布広太一、アリエシュンスケ、飯塚大悟、木南広明、美濃部達宏、小山賢太郎、柳城稔麿、島本裕太、木野聡、興津豪乃、浅井哲郎、細井新、片岡章博、石津聡、デーブ八坂、大平尚志、長谷川優、今村クニト、羽柴拓、鈴木直人、久保貴義（週替わり）
- TM：荒木健一
- TD：高松央、藤田栄治、柴崎進、依田純、中野真悟
- CAM：飯橋俊昭、鈴木博之、佐藤厚誠、廣田雅之、石毛雄己、小笠原朋樹（小笠原→ルート99のみTD担当）、中里子
- VE：菅沼智博、姫野雅美、武藤康広、下山剛司、後藤静香
- 音声：松本康祐、村本達弥、稲津貴之
- PA：葉桐慶次、吉田岳、藤井勝彦
- 照明：渋谷康治
- 美術プロデューサー：中原茂樹
- 美術デザイン：齋藤傑、木村真梨子、中村嘉邦
- 美術制作：羽田一成
- 操作：山本晃靖、真野邦夫
- 電飾：荒谷奏子、澤田稔
- 装置：森田正樹、正代俊明
- 植木装飾：菊池起矢
- メカシステム：庄子泰広
- 衣装：岡崎貴子
- 持道具：寺澤麻由美
- メイク：北山久美子、白水徹哉、武田知子、榊原美夏
- スタイリスト：中山美和
- CG：大森清一郎、森三平、上野勇、PDトウキョウ
- イラスト：北村健
- TK：飛田麻由/亜也
- ロケ技術：スウィッシュ・ジャパン
- 撮影協カ：リトルベア、テクノマックス
- 協カ：東通、コム、オノエンジニアリング、東京オフラインセンター
- リサーチ：中原祐（フォーミュレーション）、大森智仁、吾妻光憲、近藤泰大、リベラス、ライターズオフィス、UTV
- 海外コーディネート：関口未来子、若林剛樹（JFK）
- 編集：高橋雅人・松本健作（June SEP）、寺内太郎、市川敏之、glow、安藤賢一、小野坂智・高橋将和（IMAGICA）、遠藤教莞
- MA：的池将、駒井仁（IMAGICA）
- 音効：福永真弓、加藤博紀、杉山典子、上口昭雄、石川良則、星裕介（4-Legs）、古川直樹（TALS）（週替わり）
- 編成：渡邊真二郎、岸田大輔
- 宣伝：小山陽介
- デスク：中山かおり
- AD：須藤駿（毎週）/後閑雄介、秋元一富、向恵利香、山浦久弥、勝又郁乃、臼倉千紘、川真莉子、内田理栄、権田祐輔、竹本翔、伊東春香、升本武志、高松千泰、本田哲也、門田湧也/古賀輝彦
- AP：新貝元章、中村恵、武内由加里、下條有紀、久田誠司、白山真穂
- ディレクター：久野公嗣、渡辺学、伊藤雄太、日野智文、川崎敬、佐々木卓也、秋山将慶、中嶋亮介、堤俊博（堤→イマシカツアーのみチーフディレクター）、大馬渡伸、佐藤秀樹、木島雄大、岩田徹、椎葉宏治、永井雄一、奥野祐士、流郷敏隆、亀崎裕介、橋詰圭太、田村裕之、及川慶、照井有、岩永紗代美、高橋圭司、江口聡司（週替わり）/TBS入社10年目以下の若手社員たち
- 制作プロデューサー：川名良和、古賀太隆、奥村達哉、坪井理沙、橋本孔一（週替わり）
- 演出：高田脩、高岡滋紀、成田雅仁、平野亮ー、横井雄一郎（週替わり）
- 協力プロデューサー：田中裕樹
- プロデューサー：寺田淳史（寺田→潜入!話イドレポートのみ演出兼務）、河本恭平
- 制作協力：吉本興業、モンスターゾーン、ジーヤマ

### 歴代のスタッフ
- MP：稲見亜矢